# Christopher Scott (Fußballspieler)
Christopher Gavin Scott (* 7. Juni 2002 in Köln) ist ein deutscher Fußballspieler. Der vielseitig einsetzbare Offensivspieler verbrachte einen Großteil seiner Jugendzeit bei Bayer 04 Leverkusen und wechselte 2020 zum FC Bayern München, bei dem er überwiegend in der zweiten Mannschaft spielte. Seit Sommer 2022 steht Scott bei Royal Antwerpen unter Vertrag.

## Karriere

### Verein
Scott begann seine fußballerische Ausbildung als Vierjähriger beim SCB Viktoria Köln, Vorgängerverein des heutigen FC Viktoria Köln. Als Siebenjähriger erfolgte der Wechsel in die Nachwuchsabteilung des Bundesligisten Bayer 04 Leverkusen. In der Saison 2017/18 spielte er dort überwiegend in der B-Junioren-Bundesliga, erzielte in 24 Ligaspielen 12 Tore und nahm an der Endrunde teil. Auch in der Saison 2018/19 war er bei der U17 gesetzt und traf elfmal in 20 Spielen, einmal erzielte er einen Hattrick. In der Hinrunde der Saison 2019/20 absolvierte er Spiele für die A-Junioren sowohl in der A-Junioren-Bundesliga als auch im DFB-Pokal der Junioren und in der UEFA Youth League und erzielte dabei neun Tore in 15 Spielen.
Im Januar 2020 wechselte er in die U19 des FC Bayern München. Nach vier Einsätzen, in denen er drei Tore erzielte, wurde die Spielzeit im März 2020 aufgrund der COVID-19-Pandemie unterbrochen und nicht wieder aufgenommen. Die Saison 2020/21 wurde im November 2020 aufgrund der Pandemie-Auswirkungen erneut unterbrochen. Seitdem gehörte der 18-Jährige der Amateurmannschaft an und kam für diese fortan in der 3. Liga zum Einsatz. Nach 19 Einsätzen (12-mal von Beginn), in denen er zwei Tore erzielte, stand Scott unter dem Cheftrainer Hansi Flick am 3. April 2021 erstmals in der Bundesliga im Spieltagskader, ehe er eine Woche später nach Einwechslung gegen Union Berlin debütierte. Es folgte noch eine weitere Einwechslung. Für die zweite Mannschaft kam er in jener Saison auf insgesamt 24 Drittligaeinsätze, stand 16-mal in der Startelf und erzielte zwei Tore. Mit der Amateurmannschaft, die in der Vorsaison noch Drittligameister geworden war, stieg er in die Regionalliga Bayern ab. In der Saison 2021/22 spielte Scott lediglich in der Saisonvorbereitung einmal für die Profimannschaft unter dem neuen Trainer Julian Nagelsmann und war ansonsten ausschließlich für die Amateure in der Regionalliga Bayern im Einsatz.
Daher verließ Scott den FC Bayern nach zweieinhalb Jahren und wechselte zur Saison 2022/23 zum belgischen Erstligisten Royal Antwerpen, bei dem er einen Vertrag bis zum 30. Juni 2026 unterschrieb. In seiner ersten Saison bestritt er 22 von 40 möglichen Ligaspiele für Antwerpen, in denen er ein Tor schoss, fünf Pokalspiele und zwei Spiele in der Qualifikation zur Conference League. Dazu kamen zwei Einsätze in der U 23-Mannschaft, die in der 1. Division Amateure spielt, in denen er ebenfalls ein Tor schoss. Er beendete die Saison als belgischer Meister und Pokalsieger.
In der neuen Saison wurde er nur im ersten Ligaspiel sowie im gewonnenen Spiel um den Supercup eingesetzt. Anfang September 2023 wurde Scott für den Rest der Saison zurück nach Deutschland an den Zweitligisten Hannover 96 ausgeliehen. Hier kam er auch wegen Rückenprobleme von Januar bis Mai 2024 insgesamt nur auf fünf von 30 möglichen Ligaspielen. Dazu kamen drei Spiele, in denen er zwei Tore schoss, für die zweite Mannschaft, die in der Regionalliga Nord spielt. Zudem trat er für die zweite Mannschaft in beiden Aufstiegsspielen zur 3. Liga an.
In der Saison 2024/25 gehörte er wieder zum Kader von Royal Antwerpen. Scott bestritt 16 von 41 möglichen Ligaspielen sowie zwei Pokalspiele. Von Mitte Dezember 2024 bis Mitte März 2025 fiel er wegen einer Knieverletzung aus. Dazu kam im Rahmen eines Wiedereingliederungsversuchs ein Spiel in der U 23-Mannschaft in der 1. Division Amateure.

### Nationalmannschaft
Scott spielte bislang für mehrere Juniorennationalmannschaften Deutschlands, bislang jedoch nicht bei einem großen Turnier.

## Titel
Deutschland
- Meister: 2021
- Meister der Regionalliga Nord: 2024

Belgien
- Meister: 2023
- Pokalsieger: 2023
- Belgischer Supercupsieger: 2023

## Sonstiges
Auch sein knapp vier Jahre jüngerer Bruder Michael ist Fußballspieler und ist beim FC Bayern München tätig, zunächst in diversen Jugendmannschaften und ab Juli 2024 in der zweiten Mannschaft.